# What Women Want (film 1920)
What Women Want  è un film muto del 1920 diretto da George Archainbaud.

## Trama
In Francia, durante la prima guerra mondiale, Francine D'Espard incontra e si innamora di William Holliday, un ufficiale dell'esercito degli Stati Uniti. I due giovani si fidanzano ma poi lui deve rientrare in patria con la promessa di rivedersi presto. A casa, William trova una situazione disastrosa, con suo padre alla mercé del suo rivale in affari, Ezekiel Bates.
Quando Francine arriva sul suolo americano, viene informata che William sta per sposarsi con Susan, la figlia di Ezekiel Bates. Furiosa, la giovane donna decide di vendicarsi. Servendosi delle conoscenze che ha nei servizi segreti, Francine coinvolge l'ex fidanzato in una serie di avventure. Ma, proprio quando la sua vendetta sta per attuarsi, la donna scopre che lui le è sempre rimasto fedele e che tutta la manovra per dividerli è stata architettata da Bates. Francine, dopo aver trovato le prove che inchiodano Bates come evasore fiscale, lo fa arrestare e può, finalmente, riunirsi al suo amato (e fedele) William.

## Produzione
Il film fu prodotto dalla American Cinema Corporation.

## Distribuzione
Il copyright del film, richiesto dalla Pioneer Film Corp., fu registrato il 13 settembre 1920 con il numero LU15535. Distribuito dalla Pioneer Film Corporation, il film uscì nelle sale cinematografiche statunitensi il 1º settembre 1920.